# Natuurmuseum Brabant
Natuurmuseum Brabant is het natuurmuseum over natuur en landschap van Noord-Brabant. Het is gevestigd aan de Spoorlaan in de Noord-Brabantse stad Tilburg, in de voormalige villa van lakenfabrikant Guillaume J.D. Pollet.
Het museum afficheert zich als bij uitstek kindvriendelijk. Het wordt, naast schoolklassen, veel bezocht door gezinnen met kinderen. 

## Geschiedenis
In 1935 werd 'Natuurhistorisch Museum Tilburg' geopend aan de Paleisstraat. Het museum was gehuisvest in de voormalige intendantwoning van koning Willem II en had slechts één tentoonstellingsruimte. De eerste conservatoren waren dr. A. Liernur en W. van Boextel; ze kregen hulp van vrijwilligers. Zo werd elke herfst een diorama van versgeplukte paddenstoelen opgesteld. Veel verder dan het tonen van opgezette dieren en andere merkwaardigheden ging het museum niet.
Begin jaren 1960 werd het museum bijna wegbezuinigd en het gebouw moest worden gesloopt voor de aanleg van verkeersader de Paleisring. Collecties en tentoonstellingen werden ondergebracht in een noodgebouw aan de Kloosterstraat, een voormalige textielververij. Het museum overleefde dit alles: vrijwel alle scholen in de stad kwamen er met hun klassen naartoe. In 1985 kon het museum verhuizen naar de huidige locatie, een voormalige villa, waar voorheen een Lagere technische school was gevestigd. Het gebouw is een rijksmonument. In de jaren 1990 werd een milieueducatief centrum aan het museum toegevoegd.
Vanaf 1993 heette het museum 'Noordbrabants Natuurmuseum', een naam die in 2003 kortheidshalve is veranderd in Natuurmuseum Brabant.
Bioloog Frans Ellenbroek (1951-2024) was bijna veertig jaar (1979-2018) directeur en boegbeeld van Natuurmuseum Brabant. In 1988 was in het museum de tentoonstelling Seks en erotiek in het dierenrijk te zien. Voor de opening nodigde Ellenbroek "The Happy Hooker" Xaviera Hollander uit, waarmee hij veel aandacht wist te trekken in de media en de naamsbekendheid van het museum aanzienlijk vergrootte.

## Tentoonstellingen
Het museum bestaat uit drie etages met permanente en tijdelijke tentoonstellingen. Eind 2011 werd ook het naastgelegen koetshuis, waar eerder het Scryption was gevestigd, als tentoonstellingsruimte ingericht. Hier staat permanent het vijftien meter lange skelet van een potvis opgesteld. De ruimte ernaast wordt benut voor de semipermanente tentoonstelling 'IJstijd'. Op de bovenste verdieping bevindt zich de BOS-zaal (Beleef Ontdek Samen), voor kinderen van 4-8 jaar. De zaal verandert elke drie maanden mee met het seizoen. Op dezelfde verdieping bevindt zich de zaal 'Kikker is hier!', gebaseerd op de boeken van Max Velthuijs. Ook staat er een mammoetskelet in opbouw.   
De permanente tentoonstelling 'Jouw Brabant, mijn Brabant' op de eerste etage gaat over de (herinneringen aan) natuur en het landschap van Brabant. Daarnaast is er jaarlijks de fotoexpositie Comedy Wildlife te zien, met onbedoeld grappige dierenfoto's. Verder is er de biodiversiteitstentoonstelling 'Leve het leven.'

## Onderzoeken
Op de benedenverdieping bevindt zich de OO - zone, het 'Ontdek- en Onderzoeksdomein voor Natuur'. Het is een mix van een open museumdepot, interactieve tentoonstelling en werkplekken. In 2023 opende een zaal voor onderzoek: Zoek het zelf uit!. In de OO - zone worden bezoekers onderzoekers: door een educatief computerprogramma te volgen en een onderzoekspas te scannen, kunnen ze objecten uit lades nemen en onderzoeken op een werkplek.